# Teofania
|  | Per a altres significats, vegeu «Teofania (festival grec)». |

Teofania (del grec antic θεοφάνεια; theos, «déu», i faino, «manifestació», «aparició») és la manifestació local d'una deïtat a éssers humans, com poden ser les aparicions visibles, i són comuns en la literatura clàssica, com la Ilíada.
La major part de les teofanies es descriuen com a experiències terribles, que omplen els seus testimonis d'un sentiment de por, ja que la presència física de la divinitat sol entendre's com a incompatible amb la vida dels mortals. Així passa a Arjuna quan presencia la teofania de Krixna; o Sèmele, que arriba a morir a causa de la teofania de Zeus, obligat a presentar-se davant d'ella en forma mortal. En la tradició judeocristiana, ningú pot veure en la realitat el rostre de Déu i viure.
Tradicionalment, el terme «teofania» s'utilitzava per referir-se a les aparicions dels déus a l'antiga Grècia i a les religions del Pròxim Orient. Encara que la Ilíada és la font més antiga de descripcions de teofanies a l'antiguitat clàssica (que es donen al llarg de tota la mitologia grega), la descripció més antiga apareix a l'Epopeia de Guilgameix.

## Teofanies a l'antiguitat clàssica

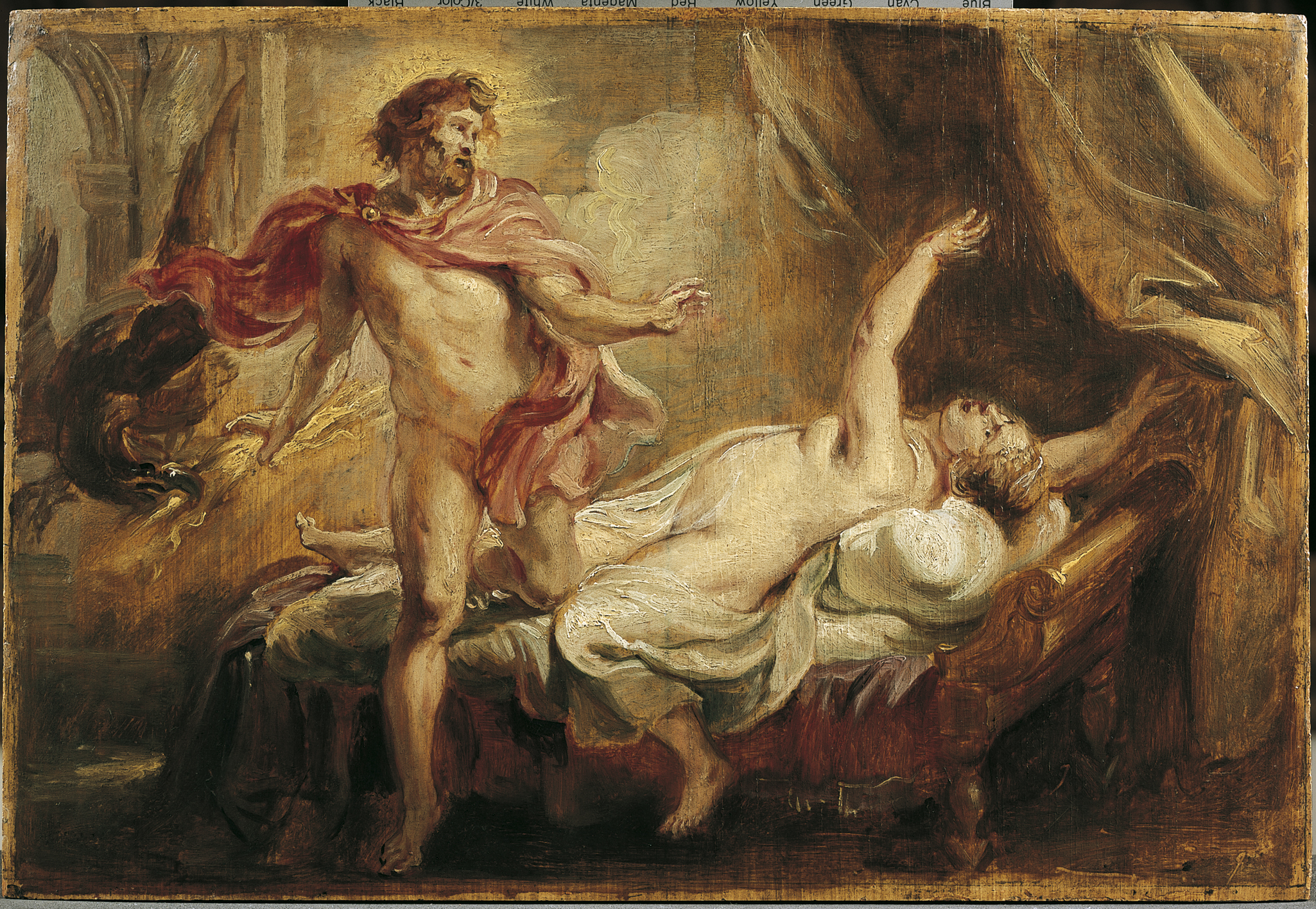
La mort de Sèmele, de Peter Paul Rubens, causada per la teofania de Zeus sense disfressa mortal

A més de les nombroses teofanies immemorials recollides en els mites grecoromans (poemes homèrics, Teogonia, Les metamorfosis), responent a teofanies divines o heroiques experimentades per grecs i romans de l'Antiguitat clàssica, era freqüent la fundació de cultes i ofrenes commemoratives.
L'aparició de Zeus a Sèmele és més del que un mortal pot suportar i mor cremada per les flames del seu poder. Tot i això, la majoria de les teofanies gregues eren menys mortals. Inusual per a la mitologia grega és la història de Prometeu (no un Olímpic sinó un Tità), que va portar el coneixement del foc a la humanitat. Les epifanies divines o heroiques van ser de vegades experimentades en temps històrics, ja sigui en somnis o com una visió de vigília, i sovint van conduir a la fundació d'un culte, o almenys a un acte de culte i la dedicació d'una ofrena commemorativa.
La Theophania (Θεοφάνια) de Delfos era una festivitat anual de primavera, dedicada a celebrar el retorn d'Apol·lo de la seva estada hivernal a Hiperbòria. Com a culminació de les festes, s'exhibien als fidels les imatges dels déus, que la resta de l'any estaven ocultes a l'interior del temple. Els cultes mistèrics posteriors incloïen cerimònies semblants.

## Teofanies al Judaisme
En el judaisme i el cristianisme es denominen teofanies a les aparicions de Déu o d'àngels que es narren en diferents episodis bíblics, tant de la Bíblia hebrea (Tanakh o Antic Testament) com del Nou Testament. Quan es refereixen únicament a la divinitat de Crist es coneixen amb el nom de cristofanies, com l'Adoració dels Reis Mags o Epifania.
Sovint els relats teofànics presenten l'escena amb riquesa de detalls descriptius, situant-la al cim d'una muntanya o emmarcant-la en un núvol. Amb això s'indica que Déu és alhora present i ocult. No obstant això, en una de les teofanies del Nou Testament, la de l'Anunciació, no consta cap tret descriptiu, sinó que se subratlla únicament el missatge portat per l'Arcàngel Gabriel a la Mare de Déu.

### Teofanies a laBíblia hebrea(TanakhoAntic Testament)
A l'Antic Testament es poden entendre com a teofanies les aparicions dels tres àngels de Jahvè a Abraham a l'alzinar de Mambré, en forma d'esbarzer ardent o en diferents casos en Nombres, Jutges o en testimonis dels profetes: Isaïes, Ezequiel, Daniel.
Probablement les teofanies més divulgades al món occidental són les protagonitzades per Moisès:
- la primera quan, des de l'esbarzer ardent al mont Sinaí,[13] Déu li mana treure's les sabates, ja que el sòl que trepitjava era sagrat, i Moisès amaga el seva rostre perquè té por de mirar Déu;
- la segona, també a la muntanya Sinaí, quan Déu li dóna les taules de la Llei (els Deu Manaments). En aquell moment, el poble d'Israel queda advertit que moriran si s'acosten molt a Déu.[20] El poble no veu la forma de Déu,[21] però aquesta primera experiència personal amb Déu és òbviament terrorífica, ja que demanen a Déu deixar-los i esperen morir si senten directament Déu una altra vegada.[22]
- quan Moisès construeix la tenda de la trobada, la «glòria del Senyor va omplir la tenda»[23] i des de llavors Déu parlava amb Moisès des d'aquesta tenda.[24] També hi ha teofanies protagonitzades per altres personatges bíblics, com la història de la vocació d'Isaïes, quan aquest veu Déu assegut sobre un tron,[25][17] la visió d'Ezequiel[26] o l'enigmàtic episodi del carro de foc que es porta a Elies davant d'Eliseu.[27]

Les teofanies estan indicades usualment a la Bíblia dient que Déu s'apareix a algú. De la mateixa manera, «l'Àngel del Senyor» és una expressió que en molts contextos es refereix a una teofania.

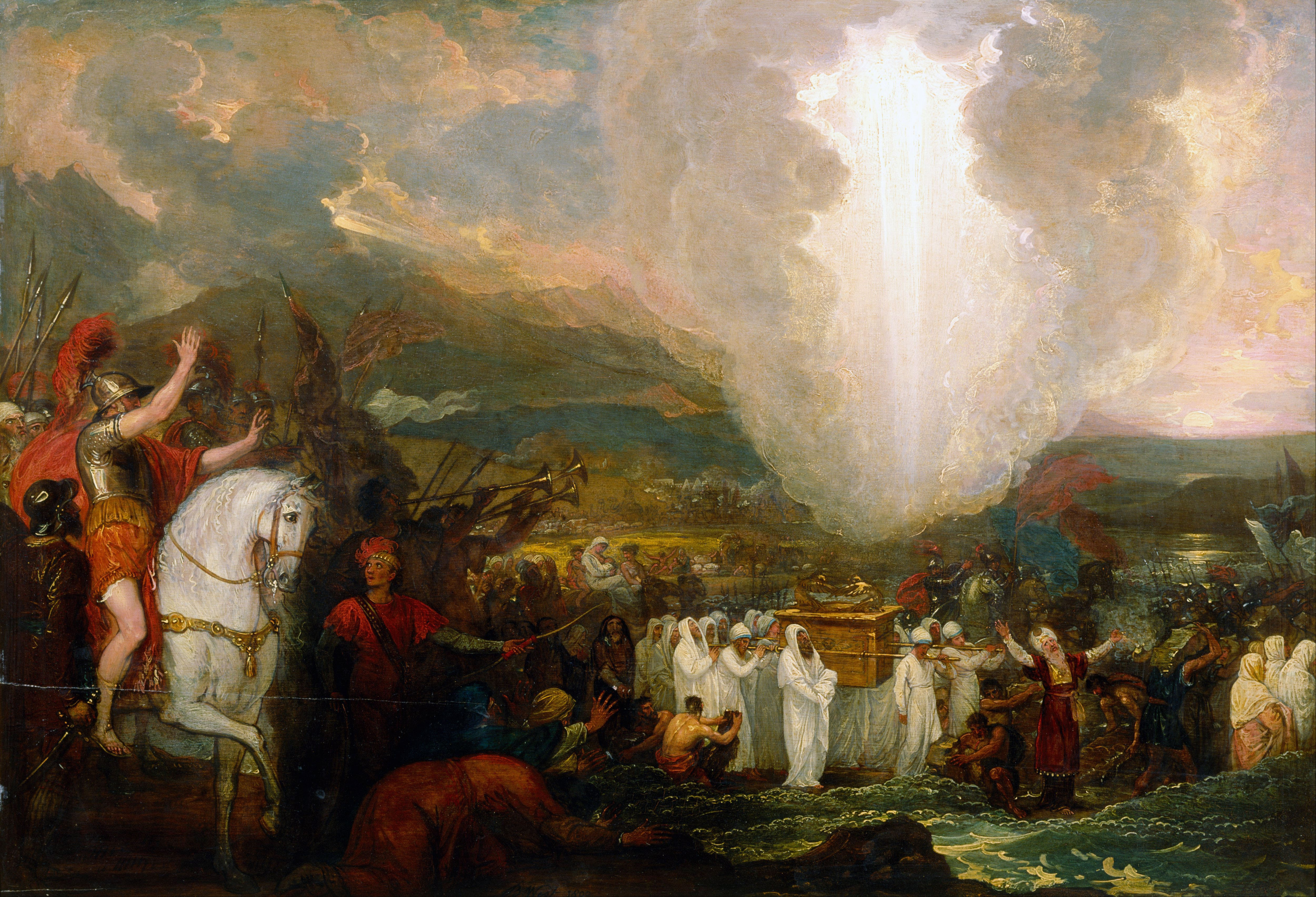
Els fills d'Israel creuant el Jordà, de Benjamin West (1800). Reprodueix la narració bíblica[29] que explica com Déu els guiava de dia en forma de columna de núvols i de nit en forma de columna de foc.
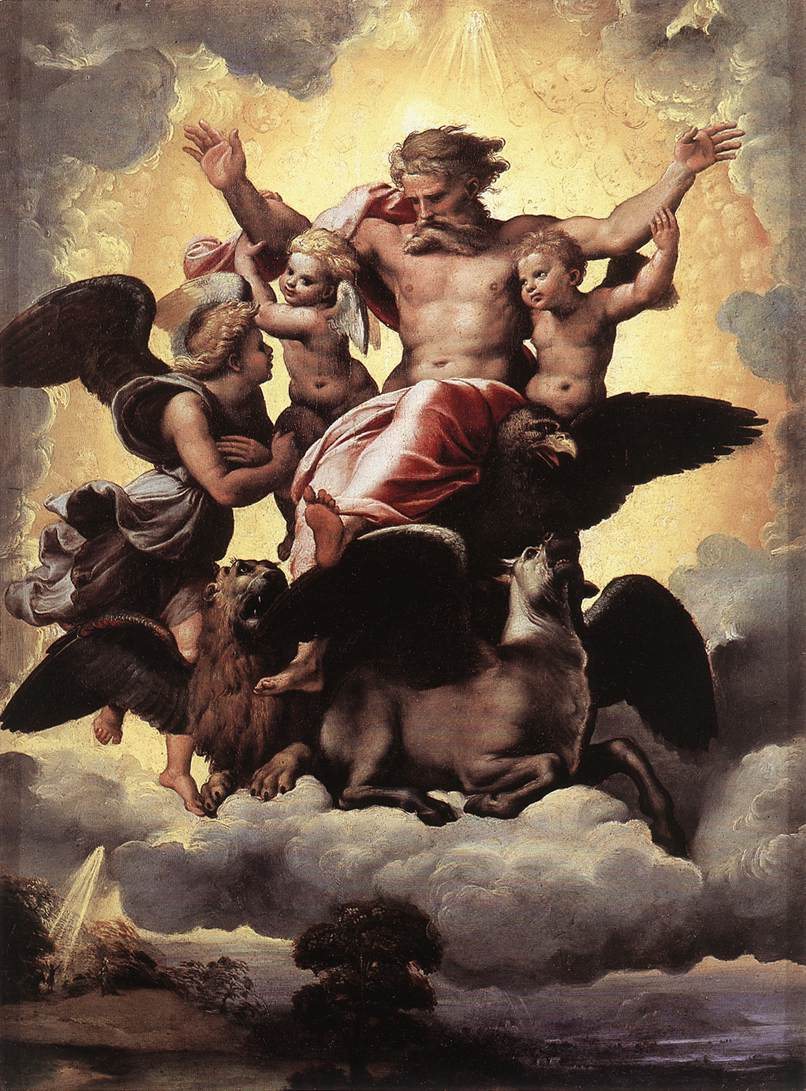
La visió d'Ezequiel, de Raffaello Sanzio (1518)

Les teofanies ocorren moltes vegades a la Bíblia hebrea. Tan sols a la Torà (Pentateuc), a més de Moisès, Déu s'apareix a Abraham, a Agar i a Jacob. Molt més freqüents són els episodis en què un personatge sent la veu de Déu, encara que no s'indica que el percebi amb la vista: Adam i Eva, Caín, Noè, Elies, etc. Més genèriques són les indicacions profètiques que la veu de Déu clama o arriba «des de les altures» o «des de Jerusalem». En el relat bíblic no es concreta si la que apareix al festí de Baltasar era la mà de Déu.

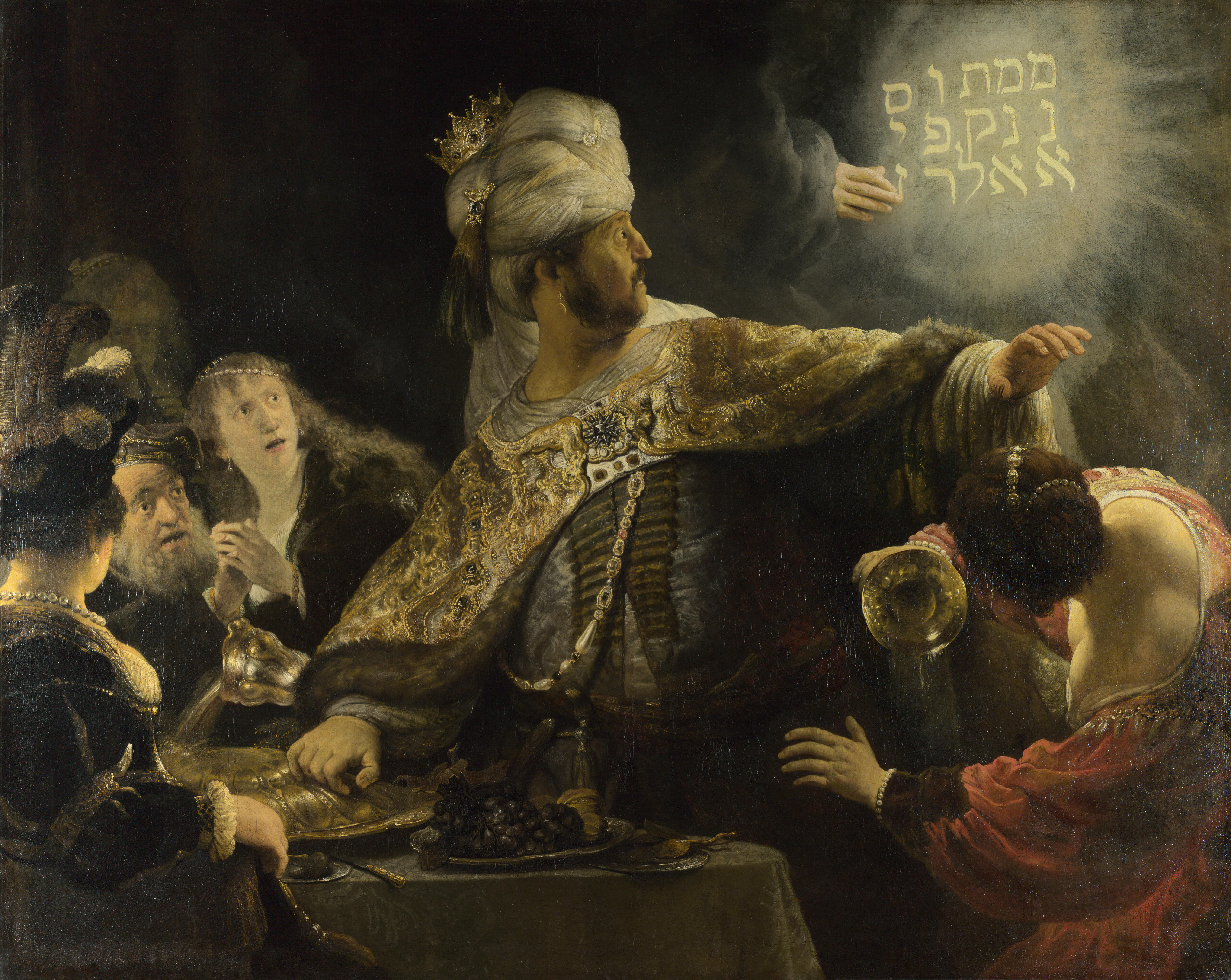
El festí de Baltasar, de Rembrandt (1635)
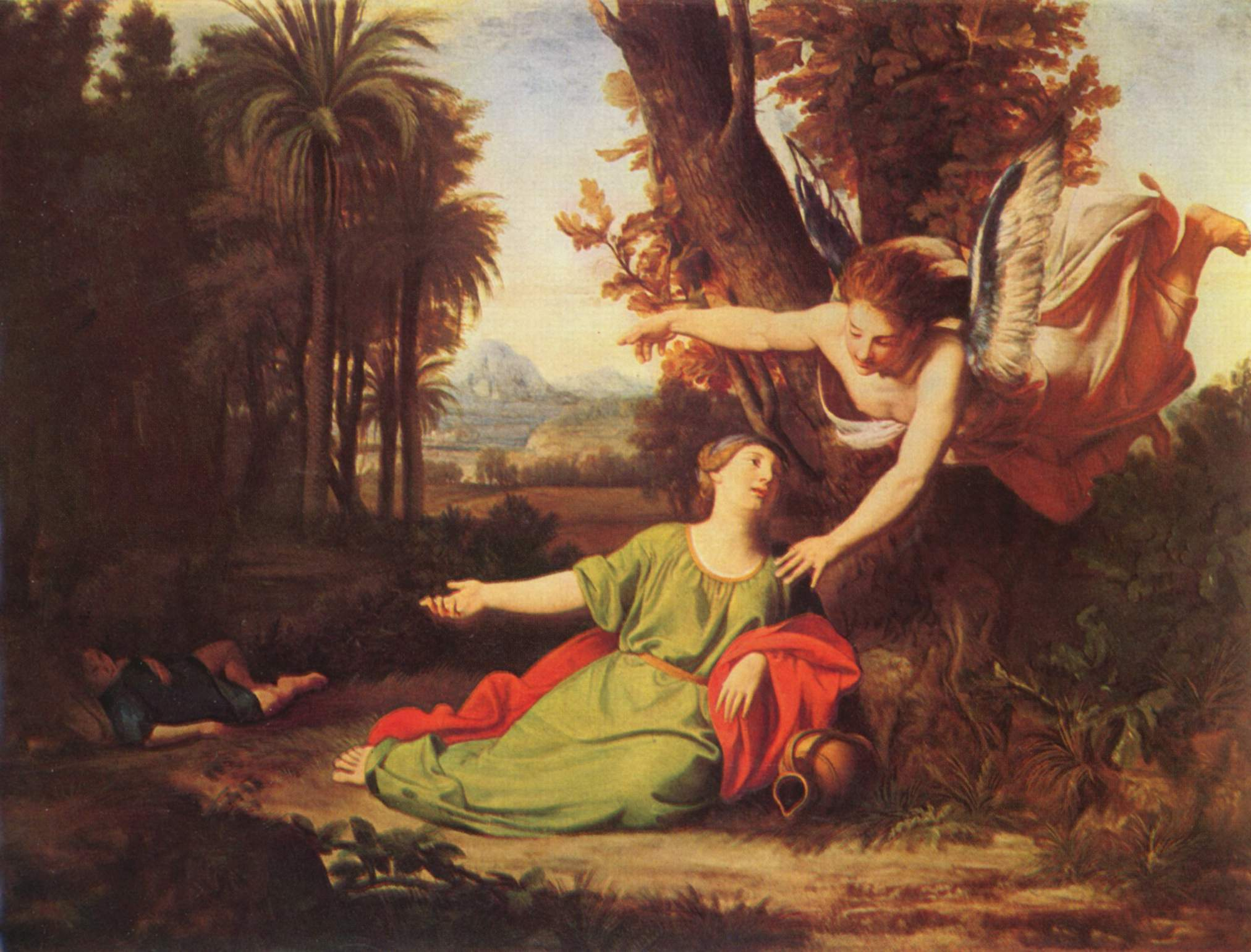
L'Àngel del Senyor s'apareix a Agar al desert, com ho il·lustra Nicolas Colombel (1682)

Tot i que Déu només apareix localment en una teofania, la Bíblia hebrea repetidament indica que Déu no està limitat per això per estar present en un sol lloc (ubiqüitat divina). Això està implicat per l'omnipotència divina, que crea el propi espai («els cels i la terra») i escolta totes les pregàries. La presència universal de Déu queda explícita quan, en la seva pregària demanant que la presència de Déu habiti en el recent construït temple de Jerusalem, Salomó diu: «Viurà Déu sobre aquesta terra? Però el cel i el cel del cel no poden ni tan sols contenir-te a tu. Molt menys aquesta casa que t'he construït».

### Teofanies intertestamentals
Algunes tradicions jueves intertestamentals personifiquen aquesta expressió de Déu com un àngel especial que té la tasca de representar Déu davant dels homes. Aquest àngel és anomenat l'Àngel del Rostre, l'Àngel de la Presència o Metatron, o en hebreu anan o mal'ak, i es diu que té el màxim lloc al Cel, al costat de Déu, i que intercedeix per Israel.
D'acord amb el filòsof jueu Filó d'Alexandria (segle i; la seva obra és anterior per molt poc al Nou Testament), Déu és purament transcendent, així que les seves interaccions amb el món material es donen a través d'una expressió de si mateix: el seu Logos o Paraula. És a través d'aquesta Paraula que a Gènesi 1 Déu crea el món.

## Teofanies al Cristianisme
Els cristians generalment reconeixen les mateixes teofanies de l'Antic Testament que els jueus. A més, hi ha almenys dues teofanies esmentades al Nou Testament. Mentre que alguns usos es refereixen als baptismes de Jesús i Joan Baptista com a «teofanies», els estudiosos desaconsellen aquest ús.
L'anàlisi tradicional dels passatges bíblics va portar els estudiosos cristians a entendre la «teofania» com una «manifestació inequívoca de Déu a l'home». En cas contrari, s'utilitza el terme més general «hierofania».

### Teofanies alNou Testament
Els grans moments en què es van manifestar teofanies al llarg del Nou Testament van ser el Baptisme de Jesús, la Transfiguració i l'Ascensió al Cel.

#### Encarnació
En referència al primer capítol del Gènesi, quan Déu crea totes les coses a través de la seva Paraula, l'evangeli de Joan comença: «Al principi  existia la Paraula. La Paraula estava amb Déu i la Paraula era Déu. Ella estava amb Déu al principi. Per ella tot ha vingut a l’existència, i res del que existeix no hi ha vingut sense ella». La traducció «Paraula» correspon al terme grec «Logos». Continua poc després: «La Paraula s’ha fet carn i ha habitat  entre nosaltres, i hem contemplat la seva glòria, glòria que té com a Fill únic del Pare, ple de gràcia i de veritat».
L'exegesi cristiana d'aquests versets els converteixen en fonament central del dogma cristià de l'Encarnació de la Paraula o de Jesucrist, que requereix també la definició de la unió hipostàtica (la de les dues naturaleses, humana i divina, de Jesucrist, un ésser completament diví i completament humà, encara que mantenint la distinció entre divinitat i humanitat).

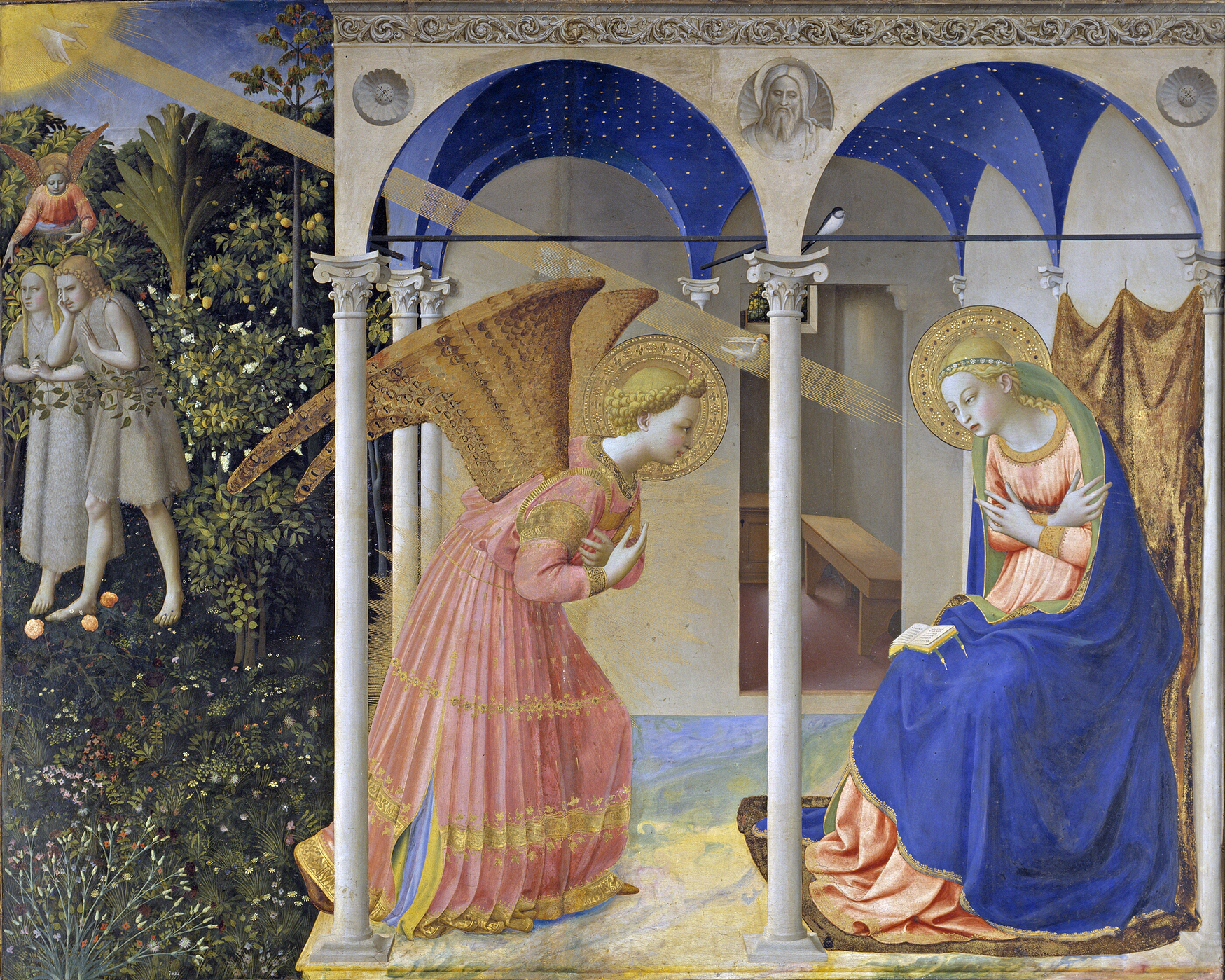
L'Anunciació (Fra Angelico, Madrid)
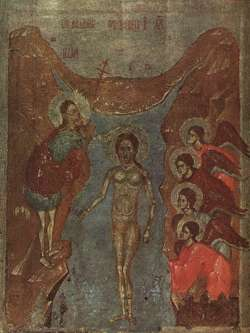
Epifania com a teofania del baptisme de Crist a la pintura bizantina (icona de finals del segle xiii o començaments del xiv)
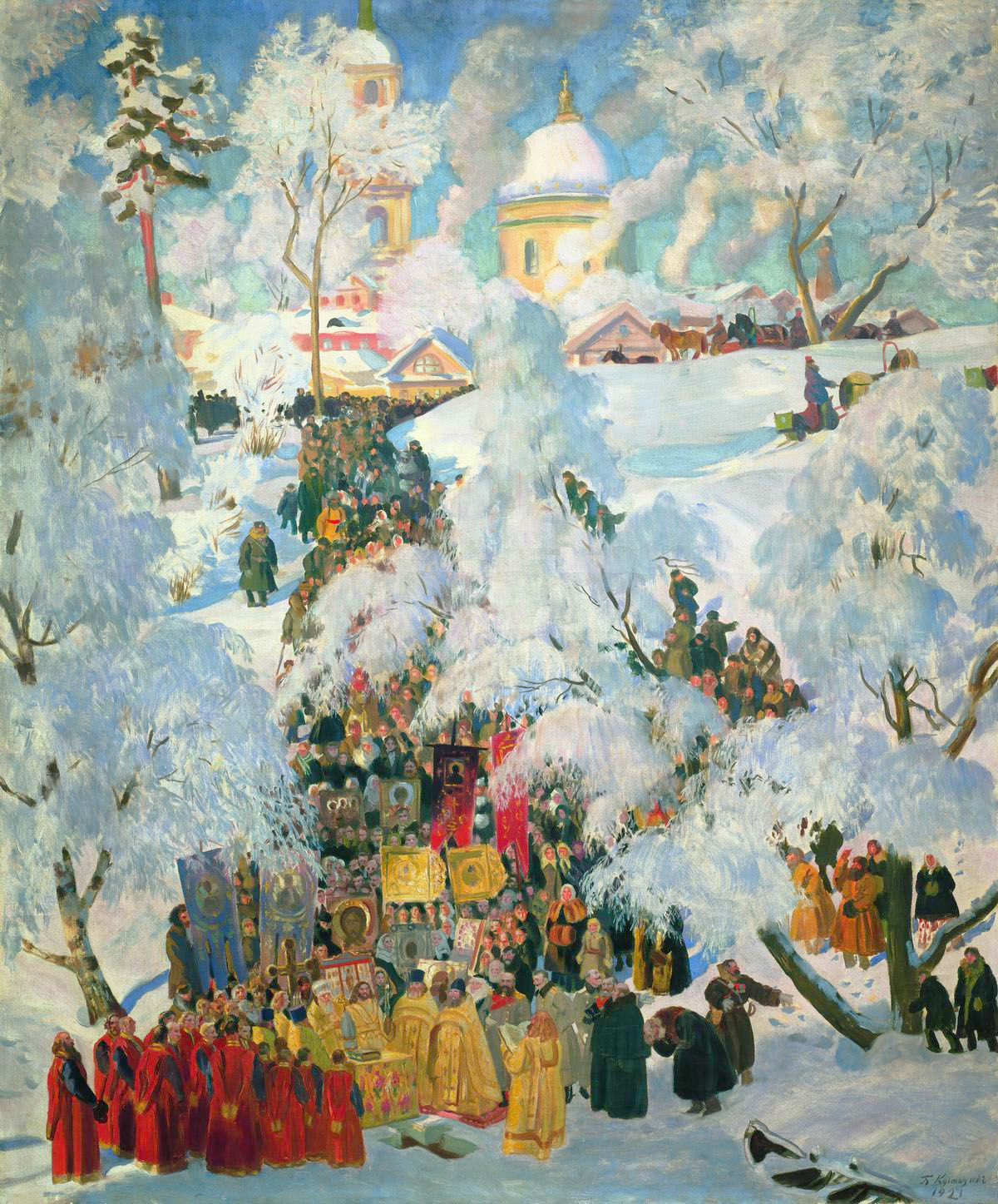
La consagració de l'aigua a la Teofania, de Borís Kustódiev, 1921

La rara paraula grega que Joan fa servir per «habitar» en aquest passatge, s'empra per descriure la residència dels nòmades a les seves tendes, cosa que sol interpretar-se com un paral·lelisme amb el passatge de l'Èxode en què es descriu la Tenda del trobament, en la qual Déu parlava amb Moisès, especialment perquè Joan es refereix a la «glòria», terme amb què es descriu igualment la «glòria de Déu» que va baixar a la tenda on Moisès escoltava Déu, i que acompanyava la presència local de Déu. L'evangeli de Joan emfatitza aquesta unió paradoxal i aquesta distinció de naturaleses afirmant: «A Déu, ningú no l’ha vist mai: el seu Fill únic, que és Déu i està en el si del Pare, és qui l’ha revelat». Els homes han vist a Jesús; la conclusió és que Déu es torna específicament immanent a través de la teofania física de Jesús. Al segle iv, Eusebi de Cesarea va escriure un llibre titulat Theophania, referint-se a l'Encarnació de Jesús.

#### Baptisme
En el moment del baptisme de Jesús per Joan Baptista al riu Jordà, els evangelis descriuen la presència local simultània de tres persones divines: Jesús (Déu Fill), l'Esperit Sant (en la forma d'un colom) i Déu Pare a la forma d'una veu audible.

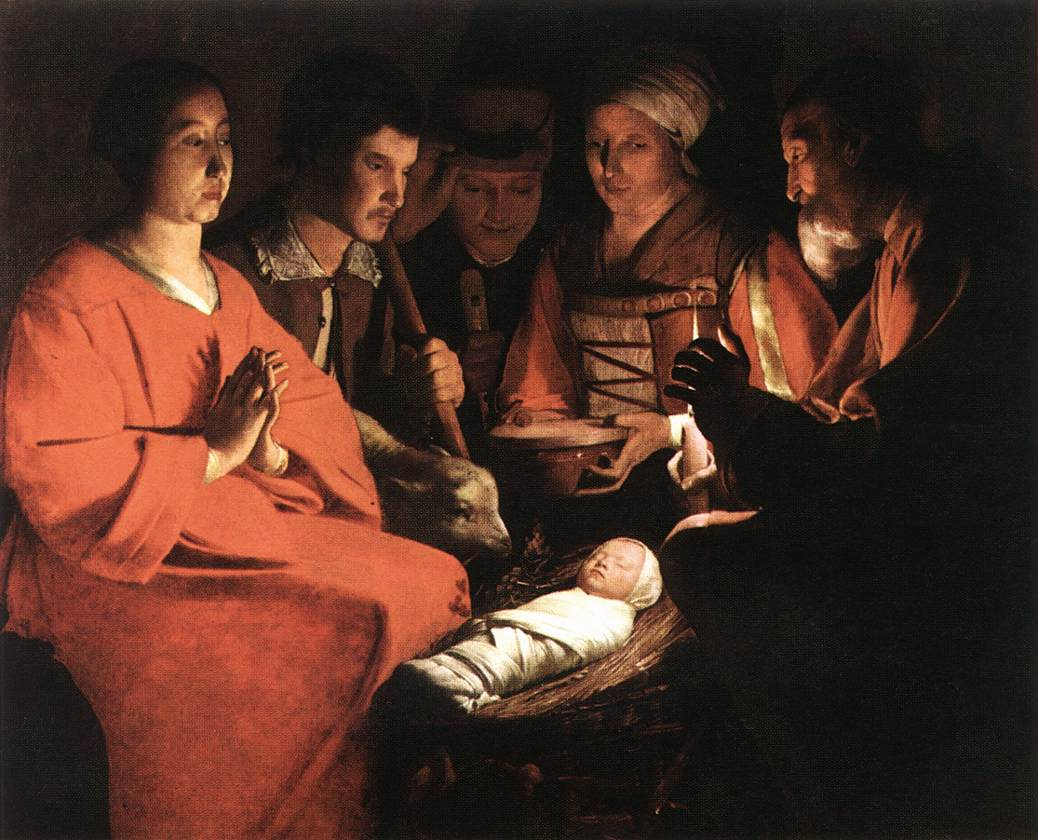
Adoració dels pastors, de Georges de La Tour (c. 1645)
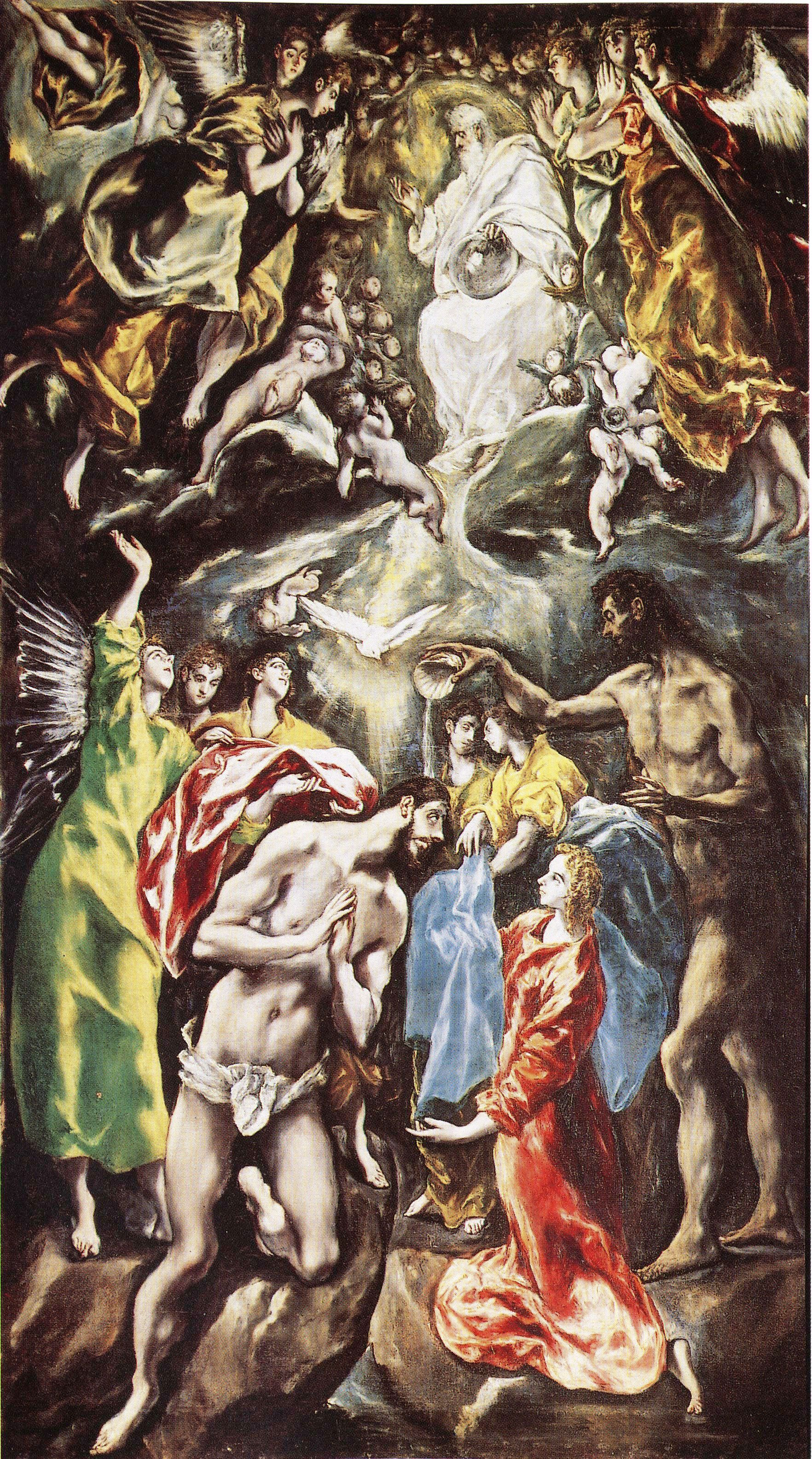
El baptisme de Crist, d'El Greco(1609)
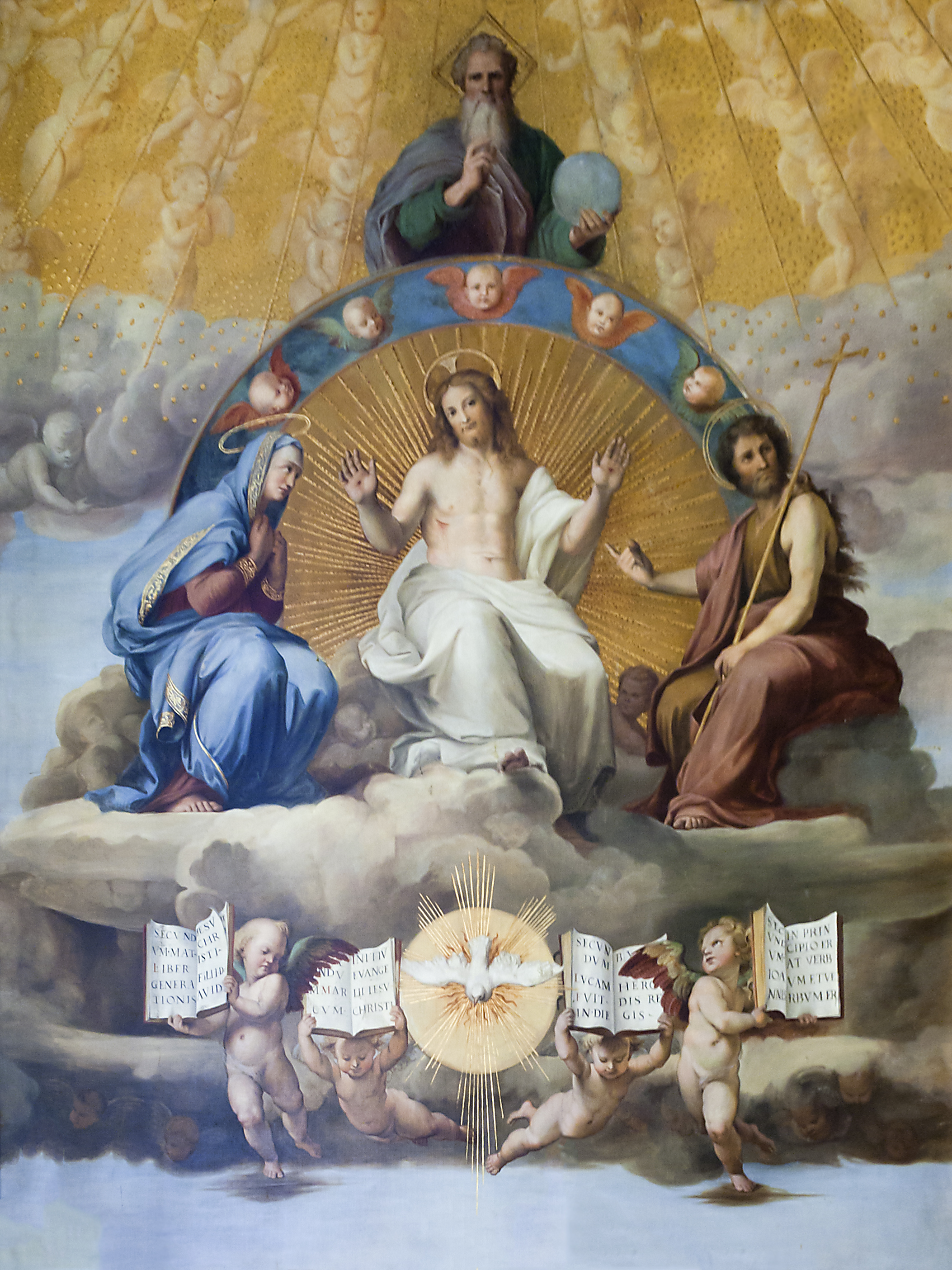
La Teofania al Cel de Luigi Gregor. Basílica del Sagrat Cor (Notre Dame de París)

Aquest esdeveniment íntegrament es considera una teofania, i la capacitat de les tres persones divines per aparèixer alhora, però també amb funcions diferents, es considera com a fonament central del dogma cristià de la Santíssima Trinitat. La festa de l'Epifania a l'Església ortodoxa (6 de gener del calendari gregorià celebra la teofania del baptisme de Jesús).

#### Cristofanies
Les cristofanies són les manifestacions de Jesucrist després de l'Ascensió, com l'ocorreguda a la conversió de Sant Pau (anomenada «cristofania de Damasc»). A partir de les obres de Justí el Màrtir (que identificava l'«àngel del Senyor» amb el Logos), s'identifiquen també cristofanies a l'Antic Testament com a manifestacions de Crist preencarnat. L'Apocalipsi abunda en descripcions enigmàtiques, alguna de les quals s'identifica amb passatges de l'Antic Testament, com les visions teofàniques d'Isaïes i Ezequiel.

#### Teofanies en el cristianisme posterior
Posteriors als textos bíblics hi ha hagut nombroses visions de Jesús i Maria (aparicions marianes, aparicions de Jesús, revelacions privades).

### Teofanies a l'Esglèsia Ortodoxa

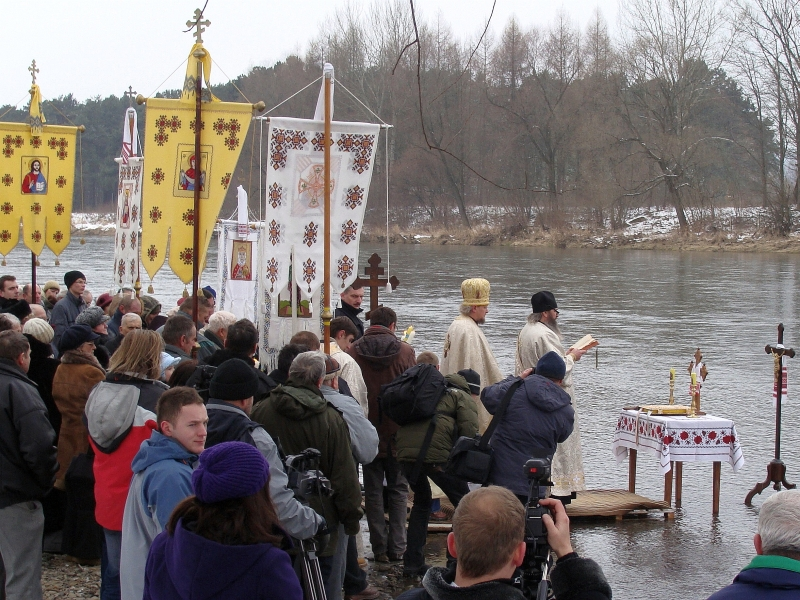
La benedicció de l'aigua

La Teofania és una de les dotze Grans Festes del cristianisme ortodox.
El 19 de gener per als ortodoxos russos i serbis, i el 6 de gener per als ortodoxos grecs, l'Església Ortodoxa celebra la festa de la Teofania. Aquesta festa és la contrapartida ortodoxa de la festa de l'Epifania a l'Església Catòlica.
És en aquesta ocasió que té lloc la cerimònia de la benedicció de l'aigua; aquesta festa té lloc a l'església o a la costa, especialment a Grècia. A Rússia, s'ha estès el costum de fer un forat al gel d'un riu i submergir-se a l'aigua gelada. Aquest costum rep el nom de Banys de Teofania o Jordà, en record del baptisme de Jesucrist a les aigües del Jordà.
Els armenis ortodoxos celebren el 19 de gener no només la Teofania sinó també la festa de Nadal durant la qual també es beneeixen les aigües al final de la Divina Litúrgia.

### Teofanies al Cristianisme evangèlic
Alguns comentaristes bíblics cristians evangèlics moderns, com Ron Rhodes, interpreten que «l'àngel del Senyor», que apareix en diversos llocs de l'Antic Testament, és el Crist preencarnat, que és Jesús abans de la seva manifestació en forma humana descrit al Nou Testament. Les adaptacions a la seva hipòtesi en la investigació evangèlica actual i el debat intercol·legial descriuen aquestes manifestacions com el Crist post-encarnat (encara per publicar), com si en ser un humà diví capaç de viatjar en el temps pogués predir la seva encarnació posterior com si l'hagués viscut. El terme «Cristofania» també s'ha encunyat per identificar les aparicions post-encarnades de Crist tant a l'Antic Testament com al Nou Testament. permet la interpretació que sobre el Pare-Esperit del Fill (com a tercer membre de la Trinitat que compleix la unitat de diverses persones, ja que Crist és coronat Rei de Reis) i es confereix des de la creu amb les paraules, «Eloí, Eloí, lemà sabactani? » (Déu meu, Déu meu, per què m’has abandonat?), va néixer o es va separar així com la Paraula (o àngel) atemporal de Déu amb el caràcter i la memòria de Crist, fins i tot donant permís per a la creació «Déu digué...». Aquesta també ha estat la interpretació tradicional dels primers Pares de l'Església, així com del mateix apòstol Pau, que identifica la roca que hi havia amb Moisès al desert, i l'esbarzer ardent parlant, com a Crist. Per obtenir una llista més completa de «Avistaments de Déu» o teofanies, vegeu els exemples anteriors a «Teofanies al Judaisme, Teofanies a la Bíblia hebrea».

### Teofanies al Moviment dels Sants dels Últims Dies

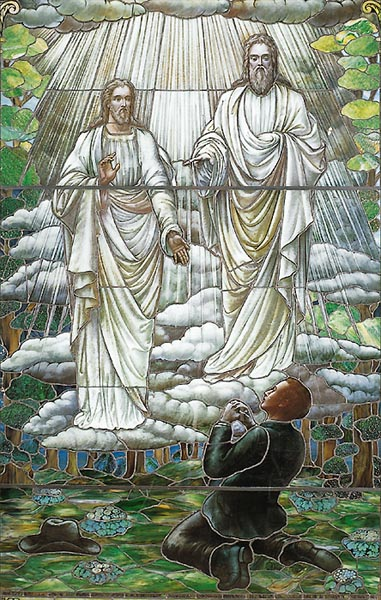
Representació en vitralls de la Primera Visió de Joseph Smith

Joseph Smith, el profeta i fundador del Moviment dels Sants dels Últims Dies, va dir que quan tenia 14 anys va ser visitat per Déu Pare i Jesucrist en un bosc d'arbres prop de casa seva, una teofania en resposta a la seva pregària parlada. Aquesta «Primera Visió» es considera l'esdeveniment fundacional del Moviment dels Sants dels Últims Dies. El Llibre de Mormó descriu altres hierofanies i teofanies que es van produir al Nou món.
Per exemple, Blake Ostler va analitzar la Teofania del Tron de Lehi al Primer Llibre de Nefi i va concloure que les teofanies de la Bíblia i el Llibre de Mormó tenen molt en comú.
| « | I sent així vençut per l'Esperit, es va emportar en una visió, fins i tot que va veure els cels oberts, i va creure veure Déu assegut al seu tron, envoltat d'innombrables concurrències d'àngels en actitud de cantar i lloar el seu Déu. I va succeir que va veure un que baixava del mig del cel, i va veure que la seva brillantor era per sobre de la del sol al migdia. I també va veure que altres dotze el seguien, i la seva brillantor superava la de les estrelles del firmament. I van baixar i van sortir sobre la faç de la terra; i el primer va venir i es va posar davant del meu pare, i li va donar un llibre i li va demanar que llegís. | » |

## Teofanies a l'hinduisme

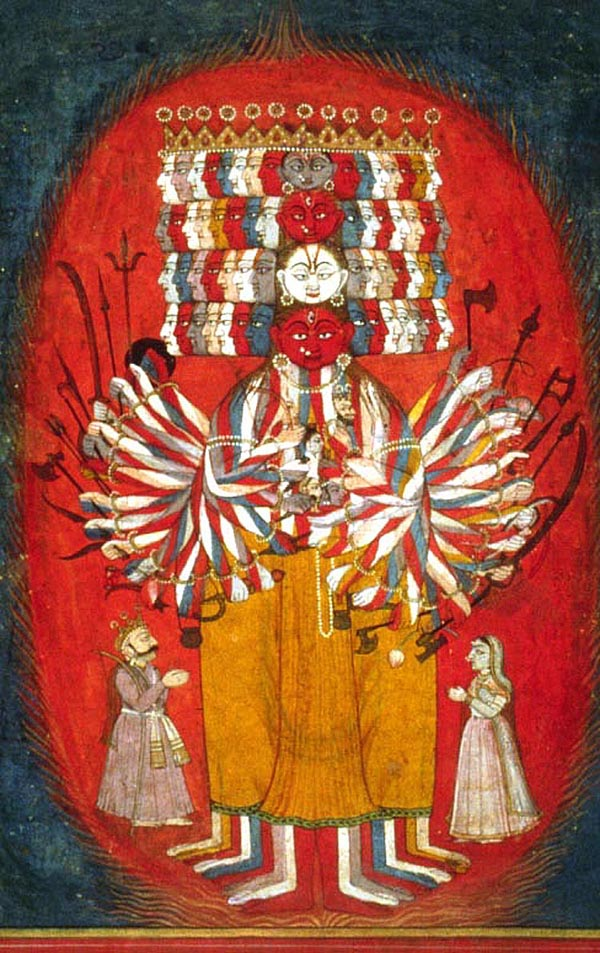
Krixna es revela davant Arjuna

Ja que l'hinduisme és entès comúmnent com una religió politeista o panteística, la teofania té un significat diferent que el de les religions monoteistes. Les teofanies són un tema molt recurrent als Puranes sànscrits.
La teofania més coneguda es troba al Bhagavad Gita, una petita secció de l'immens text èpic, Mahābhārata. Al Gitā, el famós guerrer Arjuna demana al seu amic Krixna (després d'un monòleg d'aquest, al camp de batalla de Kurukshetra, en què revela que és més que un mortal) que reveli la seva veritable forma. Krixna accedeix i atorga a Arjuna la visió espiritual, que permet veure Krixna en la seva veritable forma, una manifestació terrorífica que forma la major part del capítol 11.
Al Mahābhārata es descriuen una sèrie d'altres teofanies. Primer, l'aparició del déu Indra a Kunti, amb el posterior naixement de l'heroi Arjuna. Cap al final de l'èpica, el déu Yama pren la forma d'un gos per posar a prova la compassió de Yudhishthira. Encara que se li diu a Yudhishthira que no pot entrar al paradís amb un animal així, es nega a abandonar el seu company, guanyant-li elogis del Dharma.

## Teofanies a l'islam
La teofania més important de l'Islam és el Miraj, l'ascens del Profeta al cel. Parla a l'Esperit Sant (Gabriel), de vegades anomenat «un viatge nocturn des de La Meca a través de Jerusalem».

## Teofanies a la fe drusa
Hamza ibn Ali ibn Ahmad és considerat el fundador dels drusos i l'autor principal dels manuscrits drusos, va proclamar que Déu s'havia fet humà i havia pres la forma d'home, Al-Hàkim. Al-Hàkim és una figura important de la fe drusa, el fundador homònim de la qual Muhàmmad ibn Ismaïl ad-Darazí el va proclamar com l'encarnació de Déu el 1018.

## Teofanies de la fe bahàʼí
La Fe bahà'í creu que Déu es manifesta en els profetes. La «Manifestació de Déu» és un concepte que fa referència a profetes com Zoroastre, Gautama Buda, Abraham, Moisès, Jesús, Mahoma, el Báb i Bahà'u'llàh. Les Manifestacions de Déu són una sèrie de personatges que reflecteixen els atributs del diví en el món humà, per al progrés i l'avenç de la moral humana i la civilització. A la publicació de 1914 titulada The Reconciliation of Races and Religions (La reconciliació de races i religions), Thomas Kelly Cheyne, FBA (1841–1915), un ministre ordenat de l'Església d'Anglaterra i erudit de la Universitat d'Oxford, va descriure la Teofania en el context de la Fe bahà'í. Cheyne va escriure: «... hom sent que una teologia sense teofania és alhora seca i difícil de defensar. Volem un avatar, és a dir, un 'descens' de Déu en forma humana».
Un article de 1991 al Journal of Bahá'í Studies (JBS), va descriure la «teofanologia bah'à'í» com «l'acceptació del Profeta, o 'Manifestació de Déu', que parla en nom de Déu». L'autor va explicar que Bahà'u'llàh va escriure una sèrie d'epístoles a la dècada del 1860 a reis i governants, inclosos el Papa Pius IX, Napoleó III, el tsar Alexandre II de Rússia, la reina Victòria i Nàssir-ad-Din Xah Qajar, proposant-los d'una manera «enèrgica i teofànica» a emprendre reformes. Aquestes cartes es van publicar en una recopilació titulada Invocacions del Senyor dels exèrcits l'any 2002. L'article de JBS va descriure la «Teofanologia» de Bahá'u'lláh com a «progressista». Va reclamar «l'autoritat espiritual» en aquestes cartes en les quals va advertir als líders occidentals dels perills als quals s'enfronta la humanitat si decideixen no actuar segons la seva guia.

## Aparicions divines als animals
La tradició religiosa humana inclou enregistraments literaris antics de divinitats que apareixen als animals. Normalment, els animals transmeten l'experiència als humans mitjançant la parla humana:
- En nombroses històries de creació, una o més divinitats parlen amb molts tipus d'animals, sovint abans de la formació de la terra seca a la Terra.[95]
- En el Ramayana hindú, el líder del mico Hanuman és informat per les deïtats, i normalment se'ls dirigeix conscientment.[96]
- En la mitologia xinesa, el Rei Mico parla amb bodhisattva, budes i una sèrie de personatges celestials.[97]

## En l'actualitat

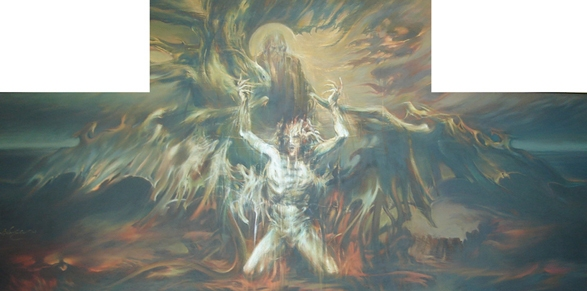
Teofanía, de l'artista mexicà Antonio García Vega

Més recentment, l'autor de ciència-ficció Philip K. Dick va tenir una teofania el 3 de febrer de 1974, que es convertiria en la base de les seves obres semibiogràfiques VALIS (1981) i Radio Free Albemuth (1985). L'any 1977, Michel Potay va declarar que va ser testimoni de cinc teofanies. Va publicar el text que diu haver rebut de Déu a The Book, la segona part de The Revelation of Ares.
Hi ha un gran nombre de casos moderns que s'han convertit en llibres, pel·lícules i s'han transmès d'una altra manera a un públic ampli. Alguns casos s'han convertit en llibres i mitjans populars, com ara:
- A Course in Miracle (Un curs de miracles) que s'acredita com a canalitzat divinament.[101]
- The Attentive Heart: Conversations with Trees (El cor atent: converses amb arbres), en què els esperits contactats resideixen en espècies que no solen parlar en el sentit ordinari de la parla humana.[102]

Aquests casos es distingeixen dels casos en què les trobades divines són considerades explícitament de ficció per l'autor, un motiu freqüent en la ficció especulativa com a la sèrie Galàctica Milieu de Julian May.